# Привільська міська рада
Приві́льська міська́ ра́да — адміністративно-територіальна одиниця та орган місцевого самоврядування у складі Лисичанської міської ради Луганської області. Адміністративний центр — місто Привілля.

## Загальні відомості
- Територія ради: 6,05 км²
- Населення ради: 7507 осіб (станом на 2015 рік)[1]
- Територією ради протікає річка Сіверський Донець

## Населені пункти
Міській раді підпорядковані населені пункти:
- м. Привілля

## Склад ради
Рада складається з 26 депутатів та голови.
- Голова ради: Гура Максим Вікторович

### Керівний склад попередніх скликань
| Прізвище, ім'я, по батькові | Основні відомості                                               | Дата обрання | Дата звільнення |
| --------------------------- | --------------------------------------------------------------- | ------------ | --------------- |
| Михайлюкова Віра Єгорівна   | Міський голова, 1952 року народження, освіта вища, позапартійна | 26.03.2006   | 31.10.2010      |
| Михайлюкова Віра Єгорівна   | Міський голова, 1952 року народження, освіта вища, позапартійна | 31.10.2010   | 25.10.2015      |
| Гура Максим Вікторович      | Міський голова, 1981 року народження, освіта вища, безпартійний | 25.10.2015   |                 |

Примітка: таблиця складена за даними сайту Верховної Ради України та ЦВК

### Депутати VII скликання
За результатами місцевих виборів 2015 року депутатами ради стали:

#### За суб'єктами висування
| Суб'єкт висування                          | Кількість обраних депутатів | %     |
| ------------------------------------------ | --------------------------- | ----- |
| Політична партія «Опозиційний блок»        | 19                          | 73.08 |
| Партія Блок Петра Порошенка «Солідарність» | 7                           | 26.92 |

#### За округами
| № округу                                    | Прізвище, ім'я, по батькові      | Дата нар.  | Освіта              | Партійна приналежність                    | Відомості |
| ------------------------------------------- | -------------------------------- | ---------- | ------------------- | ----------------------------------------- | --- |
| Політична Партія «Опозиційний блок»         |                                  |            |                     |                                           | |
| пк                                          | Бобошко Лариса Олексіївна        | 05.10.1948 | вища                | член Політичної Партії «Опозиційний блок» | КП «Привільський торговий майданчик», директор                                                                         |
| 16                                          | Лєщенко Микола Вікторович        | 26.09.1983 | професійно-технічна | безпартійний                              | ВП шахта ім. Г. Г. Капустіна ПАТ «Лисичанськвугілля», гірничий майстер                                                 |
| 21                                          | Стародубцева Наталія Миколаївна  | 06.01.1960 | вища                | безпартійна                               | амбулаторія № 5 м. Привілля, завідувачка                                                                               |
| 24                                          | Ілошвай Світлана Василівна       | 23.10.1984 | вища                | безпартійна                               | ДПТНЗ «Привільський професійний ліцей», викладач                                                                       |
| 18                                          | Аксьонова Ольга Антонівна        | 01.01.1956 | професійно-технічна | безпартійна                               | пенсіонер |
| 2                                           | Каламбет Олександр Миколайович   | 28.06.1970 | професійно-технічна | безпартійний                              | ПП Каламбет С. П., водій                                                                                               |
| 15                                          | Бабушкін Олександр Михайлович    | 24.06.1980 | вища                | безпартійний                              | ВП шахта ім. Г. Г. Капустіна ПАТ «Лисичанськвугілля», помічник начальника дільниці                                     |
| 1                                           | Зайцев Олександр Петрович        | 21.05.1967 | професійно-технічна | безпартійний                              | ВП шахта ім. Г. Г. Капустіна ПАТ «Лисичанськвугілля», механік дільниці ВШТ-2                                           |
| 5                                           | Юрчишин Віталій Михайлович       | 02.04.1984 | вища                | безпартійний                              | ВП шахта ім. Г. Г. Капустіна ПАТ «Лисичанськвугілля», гірник очисного забою                                            |
| 12                                          | Огієнко Вячеслав Іванович        | 18.05.1964 | вища                | безпартійний                              | ВП шахта ім. Г. Г. Капустіна ПАТ «Лисичанськвугілля», теплотехнік                                                      |
| 25                                          | Шовгеня Анна Василівна           | 26.05.1986 | вища                | безпартійна                               | Привільська міська рада, оператор комп'ютерного набору                                                                 |
| 11                                          | Ватулін Анатолій Іванович        | 30.10.1957 | вища                | безпартійний                              | завод «Електроприлад», заступник директора                                                                             |
| 22                                          | Старченко Ірина Миколаївна       | 12.05.1961 | професійно-технічна | безпартійна                               | Центр первинної медико-санітарної допомоги № 1 м. Лисичанськ амбулаторії № 6, дитяча медична сестра                    |
| 7                                           | Богданова Лілія Миколаївна       | 21.04.1961 | вища                | безпартійна                               | Привільська міська рада, секретар Привільської міської ради                                                            |
| 19                                          | Поляков Сергій Вікторович        | 26.08.1961 | загальна середня    | безпартійний                              | ВП шахта ім. Г. Г. Капустіна ПАТ «Лисичанськвугілля», гірник з ремонту гірничих виробіток                              |
| 14                                          | Гайдаш Людмила Костянтинівна     | 17.07.1954 | професійно-технічна | безпартійна                               | пенсіонер |
| 26                                          | Багач Ольга Федорівна            | 03.10.1968 | професійно-технічна | безпартійна                               | ДПТНЗ «Привільський професійний ліцей»., бібліотекар                                                                   |
| 20                                          | Гончаренко Анжела Вікторівна     | 04.05.1974 | професійно-технічна | безпартійна                               | ДПТНЗ «Привільський професійний ліцей», завідувачка господарства                                                       |
| 23                                          | Куперянчук Ольга Іванівна        | 16.12.1956 | професійно-технічна | безпартійна                               | ВП шахта ім. Г. Г. Капустіна ПАТ «Лисичанськвугілля», штукатур                                                         |
| ПАРТІЯ "БЛОК ПЕТРА ПОРОШЕНКА «СОЛІДАРНІСТЬ» |                                  |            |                     |                                           | |
| пк                                          | Карнафель Андрій Миколайович     | 26.05.1979 | вища                | безпартійний                              | фізична особа підприємець                                                                                              |
| 17                                          | Сухін Олександр Вікторович       | 10.12.1976 | професійно-технічна | безпартійний                              | фізична особа підприємець                                                                                              |
| 9                                           | Янчик Костянтин Миколайович      | 11.11.1961 | професійно-технічна | безпартійний                              | Публічне акціонерне товариство «Лисичанськвугілля» відокремлений підрозділ шахта імені «Капустіна», гірничий диспетчер |
| 6                                           | Занічковський Денис Анатолійович | 06.08.1987 | вища                | безпартійний                              | фізична особа підприємець                                                                                              |
| 23                                          | Токарєва Наталія Миколаївна      | 24.05.1966 | вища                | безпартійна                               | фізична особа підприємець                                                                                              |
| 26                                          | Сотніков Віктор Миколайович      | 07.02.1959 | професійно-технічна | безпартійний                              | Публічне акціонерне товариство «Лисичанськвугілля» відокремлений підрозділ шахта «Привільська», електрослюсар          |
| 14                                          | Єгорова Вікторія Вікторівна      | 22.10.1984 | вища                | безпартійна                               | комунальний заклад загальна освітня школа № 7, вчитель                                                                 |

### Депутати VI скликання
За результатами місцевих виборів 2010 року депутатами ради стали:

#### За суб'єктами висування
| Суб'єкт висування                 | Кількість обраних депутатів | %    |
| --------------------------------- | --------------------------- | ---- |
| Партія регіонів                   | 19                          | 63,3 |
| Політична партія «Сильна Україна» | 6                           | 20   |
| Комуністична партія України       | 4                           | 13,3 |
| Соціалістична партія України      | 1                           | 3,3  |

#### За округами
| № округу                          | Прізвище, ім'я, по батькові          | Дата визнання обраним | Освіта         | Партійна приналежність                  | Відомості про обраного депутата                                |
| --------------------------------- | ------------------------------------ | --------------------- | -------------- | --------------------------------------- | -------------------------------------------------------------- |
| Комуністична партія України       |                                      |                       |                |                                         |                                                                |
| б/м                               | Муромець Андрій Олександрович        | 03.11.2010            | Освіта середня | член Комуністичної партії України       | ЛШБУ, дільничний нормувальник                                  |
| б/м                               | Тертична Наталія Володимирівна       | 03.11.2010            | Освіта вища    | член Комуністичної партії України       | пенсіонер                                                      |
| б/м                               | Нагорний Іван Корнійович             | 03.11.2010            | Освіта середня | член Комуністичної партії України       | пенсіонер                                                      |
| 14                                | Алексєєнко Дмитро Валерійович        | 03.11.2010            | Освіта середня | позапартійний                           | приватний підприємець                                          |
| Партія регіонів                   |                                      |                       |                |                                         |                                                                |
| б/м                               | Бобошко Лариса Олексіївна            | 03.11.2010            | Освіта вища    | член Партії регіонів                    | Комунальне підприємство «Привільській міський ринок», директор |
| б/м                               | Ватулін Анатолій Іванович            | 03.11.2010            | Освіта вища    | член Партії регіонів                    | Завод «Електроприлад», головний інженер                        |
| б/м                               | Стародубцева Наталія Миколаївна      | 03.11.2010            | Освіта вища    | член Партії регіонів                    | Поліклініка № 4 м. Привілля, завідувач поліклініки             |
| б/м                               | Орлов Юрій Петрович                  | 03.11.2010            | Освіта вища    | член Партії регіонів                    | Шахта ім. Г. Г. Капустіна, диспетчер                           |
| б/м                               | Єгорова-Москалік Вікторія Вікторівна | 03.11.2010            | Освіта вища    | член Партії регіонів                    | загальноосвітня школа № 7, вчитель                             |
| б/м                               | Хейдер Леонід Леонідович             | 03.11.2010            | Освіта вища    | член Партії регіонів                    | Шахта «Привільнянська», електромеханік                         |
| б/м                               | Огієнко В'ячеслав Іванович           | 03.11.2010            | Освіта вища    | член Партії регіонів                    | пенсіонер                                                      |
| б/м                               | Симоненко Євген Миколайович          | 03.11.2010            | Освіта вища    | член Партії регіонів                    | тимчасово не працює                                            |
| б/м                               | Варавіна Наталія Миколаївна          | 03.11.2010            | Освіта вища    | член Партії регіонів                    | Привільській виконавчий комітет, головний бухгалтер            |
| 1                                 | Олександров Олексій Миколайович      | 03.11.2010            | Освіта вища    | член Партії регіонів                    | фізична особа-підприємець                                      |
| 2                                 | Клюс Інесса Вікторівна               | 03.11.2010            | Освіта вища    | член Партії регіонів                    | загальноосвітня школа № 32, технічний працівник                |
| 4                                 | Лаптєва Ольга Олександрівна          | 03.11.2010            | Освіта вища    | член Партії регіонів                    | Шахта"Привільнянська", оператор комп'ютерного набору           |
| 5                                 | Якіна Ніна Петрівна                  | 03.11.2010            | Освіта вища    | член Партії регіонів                    | Шахта «Привільнянська», інженер                                |
| 8                                 | Куперянчук Ольга Іванівна            | 03.11.2010            | Освіта вища    | член Партії регіонів                    | Шахта ім. Г. Г. Капустіна, касир                               |
| 9                                 | Протопопова Єлізавета Миколаївна     | 03.11.2010            | Освіта вища    | член Партії регіонів                    | пенсіонер                                                      |
| 11                                | Молчанов Володимир Олександрович     | 03.11.2010            | Освіта вища    | член Партії регіонів                    | пенсіонер                                                      |
| 12                                | Денищенко Галина Іванівна            | 03.11.2010            | Освіта вища    | член Партії регіонів                    | Шахта «Привільнянська», бухгалтер                              |
| 13                                | Гольцова Клара Степанівна            | 03.11.2010            | Освіта вища    | член Партії регіонів                    | пенсіонер                                                      |
| 15                                | Вашечко Галина Євгенівна             | 03.11.2010            | Освіта вища    | член Партії регіонів                    | Шахта ім. Г. Г. Капустіна, машиніст підйому                    |
| Політична партія «Сильна Україна» |                                      |                       |                |                                         |                                                                |
| б/м                               | Карнафель Андрій Миколайович         | 03.11.2010            | Освіта вища    | позапартійний                           | приватний підприємець                                          |
| б/м                               | Юрчишин Віталій Михайлович           | 03.11.2010            | Освіта вища    | член Політичної партії «Сильна Україна» | Шахта ім. Г. Г. Капустіна, гРОЗ                                |
| 3                                 | Працюк Антоніна Вікторівна           | 03.11.2010            | Освіта середня | член Політичної партії «Сильна Україна» | ЛКСП «Лисичанськводоканал», машиніст                           |
| 6                                 | Богданова Лілія Миколаївна           | 03.11.2010            | Освіта вища    | член Політичної партії «Сильна Україна» | Привільська міська рада, секретар міськради                    |
| 7                                 | Бабушкін Олександр Михайлович        | 03.11.2010            | Освіта вища    | член Політичної партії «Сильна Україна» | Шахта ім. Г. Г. Капустіна, заступник начальника дільниці       |
| 10                                | Аксьонова Ольга Антонівна            | 03.11.2010            | Освіта середня | член Політичної партії «Сильна Україна» | Шахта «Привільнянська», машиніст підйому                       |
| Соціалістична партія України      |                                      |                       |                |                                         |                                                                |
| б/м                               | Радиш Петро Богданович               | 03.11.2010            | Освіта вища    | член Соціалістичної партії України      | Шахта ім. Г. Г. Капустіна, заступник директора з виробництва   |